# Aeroportul Houma-Terrebonne
Aeroportul Houma-Terrebonne (IATA: HUM, ICAO: KHUM, FAA LID: HUM) este un aeroport din Louisiana, Statele Unite ale Americii ce deservește zona Houma⁠(d). Aeroportul a fost tranzitat în 2019 de 4 pasageri. A fost numit după zona deservită.
Situat la o altitudine de 3 m, aeroportul dispune de 2 piste.

## Infrastructură

### Piste
Aeroportul dispune de 2 piste. Pista 12/30 are suprafața de beton și dimensiunile 4.999 picioare × 185 picioare. Pista 18/36 are suprafața de beton și dimensiunile 6.508 picioare × 150 picioare. 